# 드라마 24
《드라마 24》(ドラマ24 ドラマトゥウェンティーフォー[*])는 TV 도쿄 계열에서 매주 금요일 밤 12시 12분부터 12시 53분까지 방송되는 드라마 시간대이다.

## 작품

### 2000년대
2005년
- 《양왕》 (10월 7일 ~ 12월 23일) 주연: 키타가와 히로미

2006년
- 《2nd 하우스》 (1월 13일 ~ 3월 31일) 주연: 나가노 히로시 (V6), 이소야마 사야카
- 《시모키타 GLORY DAYS》 (4월 14일 ~ 7월 7일) 주연: 이치타로
- 《원한 해결 사무소》 (7월 14일 ~ 9월 29일) 주연: 키노시타 아유미
- 《큐피트의 장난 홍옥》 (10월 13일 ~ 12월 22일) 주연: 기타가와 히로미

2007년
- 《Xenos》 (1월 12일 ~ 3월 30일) 주연: 카이토 켄
- 《엘리트 양키 사부로》 (4월 13일 ~ 6월 29일) 주연: 이시구로 히데오
- 《BOYS 에스테》 (7월 13일 ~ 9월 28일) 주연: 나카무라 아오이, 스기모토 유미
- 《사화장사 엠바머 마미야 신쥬로》 (10월 5일 ~ 12월 21일) 주연: 와다 마사토 (D-BOYS)

2008년
- 《코스프레 유령 홍련녀》 (1월 11일 ~ 3월 28일) 주연: 타카베 아이
- 《비서의 거울》 (4월 11일 ~ 6월 27일) 주연: 야스 메구미
- 《워킹☆버터플라이》 (7월 11일 ~ 9월 26일) 주연: 나카벳푸 아오이
- 《맨☆돌~잘나가는 아이돌~》 (10월 10일 ~ 12월 26일) 주연: 노스리브스

2009년
- 《세레브리 3》 (1월 9일 ~ 3월 27일) 주연: 아사미 레이나, 나카무라 유리, 노나미 마호
- 《수증기 스나이퍼》 (4월 3일 ~ 6월 26일) 주연: 엔도 켄이치
- 《원한 해결 사무소: 리붓》 (7월 10일 ~ 9월 25일) 주연: 키노시타 아유미
- 《양왕 Virgin》 (10월 2일 ~ 12월 18일) 주연: 하라 미키에

### 2010년대
2010년
- 《마지스카 학원》 (1월 8일 ~ 3월 26일) 주연: 마에다 아츠코 (AKB48)
- 《트러블맨》 (4월 9일 ~ 7월 9일) 주연: 카토 시게아키 (NEWS)
- 《모테키》[1] (7월 16일 ~ 10월 1일) 주연: 모리야마 미라이
- 《양왕 3 ~Special Edition~》 (10월 8일 ~ 12월 24일) 주연: 하라 미키에

2011년
- 《KARA의 이중생활》 (1월 14일 ~ 3월 26일) 주연: KARA
- 《마지스카 학원 2》 (4월 15일 ~ 7월 1일) 주연: 마에다 아츠코 (AKB48)
- 《용사 요시히코와 마왕의 성》 (7월 8일 ~ 9월 23일) 주연: 야마다 타카유키
- 《여기가 소문의 엘파라시오》 (10월 7일 ~ 12월 23일) 주연: 타케다 코헤이

2012년
- 《찍지 말아 주세요!! 그라비아 아이돌 뒷이야기》 (1월 13일 ~ 4월 6일)
- 《클로버》 (4월 13일 ~ 6월 29일) 주연: 카쿠 켄토
- 《마지스카 학원 3》 (7월 13일 ~ 10월 5일) 주연: 시마자키 하루카 (AKB48)
- 《용사 요시히코와 악령의 열쇠》 (10월 12일 ~ 12월 21일) 주연: 야마다 타카유키

2013년
- 《마호로 역전 번외지》 (1월 11일 ~ 3월 29일) 주연: 에이타, 마츠다 류헤이
- 《모두! 초능력자야!》 (4월 12일 ~ 7월 5일) 주연: 소메타니 쇼타
- 《리미트》 (7월 12일 ~ 9월 27일) 주연: 사쿠라바 나나미
- 《살인 여왕벌》 (10월 4일 ~ 12월 20일) 주연: 모델 걸즈

2014년
- 《수수께끼의 전학생》 (1월 10일 ~ 3월 28일)
  - 주연: 나카무라 아오이, 혼고 카나타, 사쿠라이 미나미
- 《리버스 에지 오카와바타 탐정사》 (4월 18일 ~ 7월 11일) 주연: 오다기리 죠
- 《아오이 호노오》 (7월 18일 ~ 9월 26일) 주연: 야기라 유야
- 《타마가와 구청 OF THE DEAD》 (10월 3일 ~ 12월 19일) 주연: 하야시 켄토

2015년
- 《괴기 연애 작전》 (1월 9일 ~ 3월 27일) 주연: 아소 쿠미코
- 《불편한 심부름센터》 (4월 10일 ~ 6월 26일) 주연: 오카다 마사키
- 《하츠모리 베머즈》 (7월 10일 ~ 9월 25일) 주연: 니시노 나나세 (노기자카46)
- 《고독한 미식가 Season5》 (10월 2일 ~ 12월 18일) 주연: 마츠시게 유타카

2016년
- 《도쿄 센티멘탈》 (1월 15일 ~ 4월 8일) 주연: 요시다 코타로
- 《나이트 히어로 NAOTO》 (4월 15일 ~ 6월 24일) 주연: NAOTO
- 《협반 ~남자의 밥~》 (7월 15일 ~ 9월 23일) 주연: 나마세 카츠히사
- 《용사 요시히코와 인도하는 7인》 (10월 7일 ~ 12월 23일) 주연: 야마다 타카유키

2017년
- 《바이플레이어즈~만약 6인의 명조연이 셰어하우스에서 산다면~》 (1월 13일 ~ 3월 31일)
  - 주연: 엔도 켄이치, 오스기 렌, 타구치 토모로오, 테라지마 스스무, 마츠시게 유타카, 미츠이시 켄
- 《고독한 미식가 Season6》 (4월 8일 ~ 7월 1일) 주연: 마츠시게 유타카
- 《시모키타자와 다이하드》 (7월 22일 ~ 9월 30일) 주연: 후루타 아라타, 코이케 에이코
- 《신주쿠 세븐》 (10월 14일 ~ 12월 22일) 주연: 우에다 타츠야

2018년
- 《오 마이 점프! ~소년 점프가 지구를 구한다〜》 (1월 13일 ~ 3월 30일) 주연: 이토 아츠시
- 《고독한 미식가 Season7》 (4월 7일 ~ 6월 29일) 주연: 마츠시게 유타카
- 《GIVER 복수의 증여자》 (7월 14일 ~  9월 29일) 주연: 요시자와 료
- 《망각의 사치코》 (10월 13일 ~  12월 29일) 주연: 타카하타 미츠키

2019년
- 《프루츠 택배》 (1월 11일 ~ 3월 29일) 주연: 하마다 가쿠
- 《어제 뭐 먹었어?》 (4월 5일 ~ 6월 28일) 주연: 니시지마 히데토시, 우치노 세이요
- 《I턴》 (7월 12일 ~  9월 27일) 주연: 무로 츠요시, 후루타 아라타
- 《고독한 미식가 Season8》 (10월 4일 ~ ) 주연: 마츠시게 유타카

### 2020년대
2020년
- 《코타키 형제와 사고팔고》 (1월 11일 ~ 3월 28일) 주연: 후루타치 칸지, 타키토 켄이치
- 《괴짜가족》 (4월 11일 ~ 5월 16일, 8월 22일 ~ 9월 26일) 주연: 사토 지로
- 《40만 킬로 저편의 사랑》  (7월 25일 ~ 8월 15일) 주연: 치바 유다이
- 《그 아이의 꿈을 꾸었습니다.》 (10월 3일 ~ ) 주연: 나카노 타이가

2021년
- 《바이플레이어즈~명조역의 숲의 100일간~》 (1월 ~ ) 
  - 주연: 엔도 켄이치, 타구치 토모로오, 마츠시게 유타카, 미츠이시 켄